# Hauterive, Orne
Hauterive är en kommun i departementet Orne i regionen Normandie i nordvästra Frankrike. Kommunen ligger i kantonen Le Mêle-sur-Sarthe som tillhör arrondissementet Alençon. År 2022 hade Hauterive 459 invånare.

## Befolkningsutveckling
Antalet invånare i kommunen Hauterive
| Referens: INSEE |